# Henry Murray
Henry Murray (Nova York, 1893 - 1988) va ser un psicòleg nord-americà especialitzat en les necessitats mentals dels individus, camp que va ensenyar a la Universitat de Hardvard. Va elaborar anàlisis psicològiques completes d'individus coneguts, com Hitler, seguint un enfocament de caràcter psicoanalític.

## Necessitats de la persona
Algunes de les necessitats més comunes són:
- Afiliació (pertinença i proximitat a grups i persones estimades)
- Agressivitat
- Autonomia
- Comprensió
- Cura dels altres
- Defensa
- Deferència o admiració
- Dominància
- Evitació del dolor i el patiment
- Exhibicionisme
- Èxit
- Joc
- Ordre
- Perseverança
- Rebuig i allunyament d'allò jutjat com a negatiu
- Sensualitat
- Socors (sentir que les necessitats bàsiques són satisfetes pels altres)
- Submissió (sentir-se controlat per algú)